# Flon
För andra betydelser, se Flon (olika betydelser).

Flon är en liten by i Härjedalens kommun med ca 50 invånare. Den ligger ca 13 km norr om Funäsdalen och alldeles söder om Bruksvallarna, i västra Härjedalen. Ytterligare 15 km bort ligger Ramundberget, som är en populär skidort. Flon grundades av Präst-Sven Wagenius 1797.